# Mathania
Mathania is een geslacht in de orde van de Lepidoptera (vlinders) familie van de Pieridae (Witjes).
Mathania werd in 1890 beschreven door Oberthür.

## Soorten
Mathania omvat de volgende soorten:
- Mathania agasicles - (Hewitson, 1874)
- Mathania aureomaculata - (Dognin, 1888)
- Mathania carrizoi - Giacomelli, 1914
- Mathania leucothea - (Molina, 1782)